# 歐萊禮媒體
歐萊禮媒體（O'Reilly Media）是以出版電腦資訊書籍闻名于世的美国公司，由提姆·歐萊禮（Tim O'Reilly）創立於1978年。該公司既是出版開放原始碼書籍的先驅之一，也常承辦許多開放源始碼社群的研討會議。出版图书的选题范围现在也擴大到数学、心理学、旅游、日常生活和职业发展等。

## 書籍系列

### 動物系列
這是歐萊禮與其他出版社所不同的特徵，封面以白色為底，黑色手繪動物為主角。這一系列書的暱稱常以封面所繪動物為稱呼，例如《Perl學習手冊》（Learning Perl，ISBN 986-7794-71-0）被暱稱為“駱馬書”（the Llama book），而《Perl程式設計》（Programming Perl, ISBN 986-7794-47-8）則是“駱駝書”（the Camel book）。

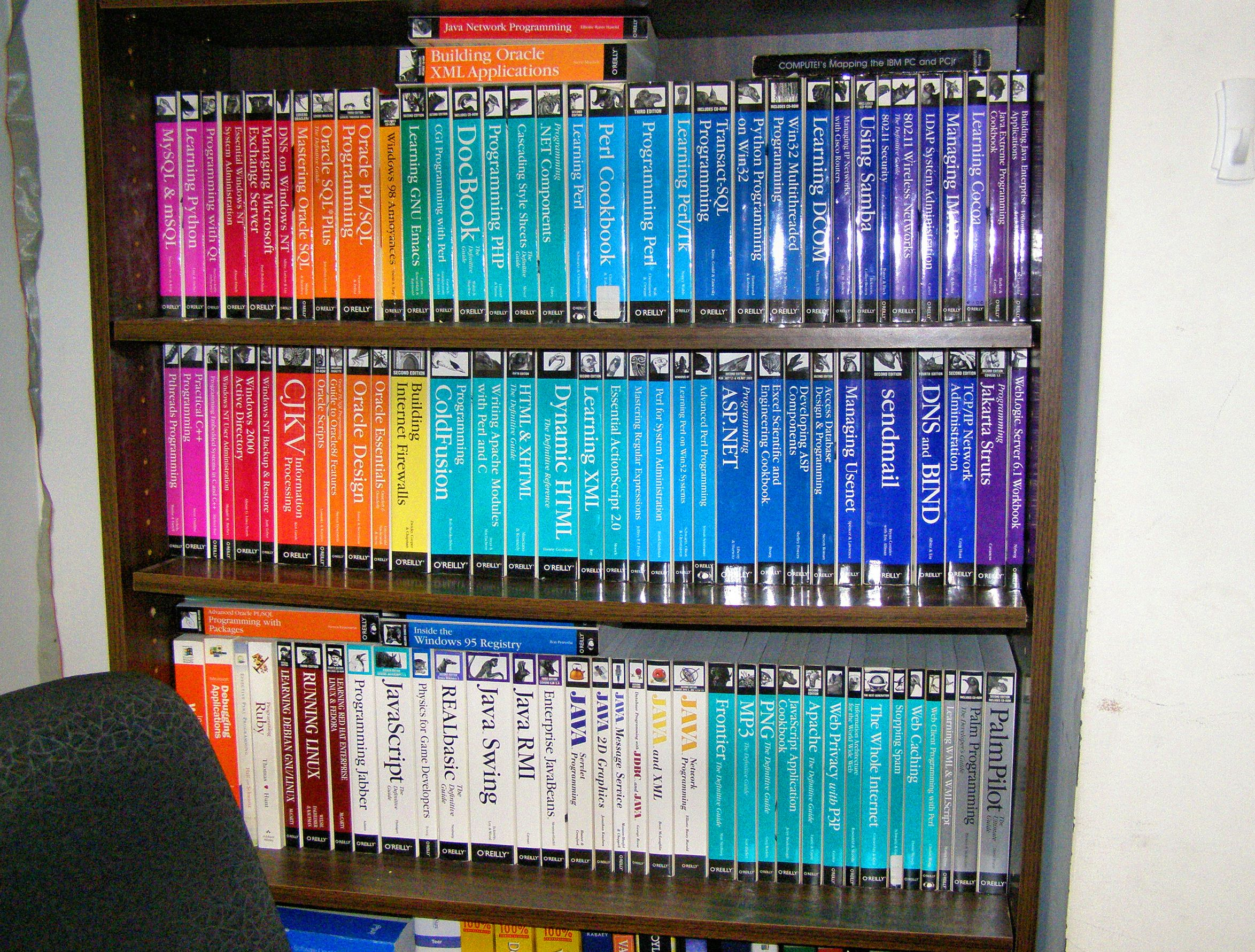
歐萊禮出版的手册依照不同主题，以彩虹色作为区分

### In a Nutshell系列
In a Nutshell系列在書裡提供了完整的參考指南，例如《UNIX 指令參考手冊》（UNIX In a Nutshell，ISBN 957-8247-15-X），就彙編了完整的UNIX指令。

### Cookbook系列
一如其名，此系列的書作用就像食譜一樣，讓讀者可以像下廚一樣藉由書籍做出所需。例如《Perl食譜》（Perl Cookbook，ISBN 957-8247-32-X）。

### Hack系列
此系列的書提供的是“招數”，提供讀者軟體方面的訣竅，就像武俠秘笈一樣。例如《Linux Server Hacks 駭客一百招》（Linux Server Hacks 100 Industrial-Strength Tips and Tools，ISBN 986-7794-19-2）。

## 線上資源
歐萊禮除了出版書籍外，也架設了一些網站，總稱O'Reilly Network，都是與資訊相關的。

## 外部連結
- O'Reilly Media （页面存档备份，存于）（英語）
- 美商歐萊禮台灣分公司 （页面存档备份，存于）（繁體中文）授權出版者：
  - 學貫出版社 （页面存档备份，存于）
  - 碁峰資訊股份有限公司 （页面存档备份，存于）
- 奧萊理軟件（北京）有限公司 （页面存档备份，存于）（簡體中文）授權如下出版者：
  - 中国电力出版社 （页面存档备份，存于）
  - 東南大學出版社
  - 电子工业出版社 （页面存档备份，存于）
  - 機械工業出版社 （页面存档备份，存于）
  - 清華大學出版社 （页面存档备份，存于）
  - 人民邮电出版社 （页面存档备份，存于）